# Amir Sarkhosh
Amir Sarkhosh (rođen 30. svibnja 1991.) iranski je igrač snookera.
Amir Sarkhosh osvojio je svoju prvu međunarodnu poziciju u Libanonu 2013. godine i osvojio je solo brončanu i zlatnu momčad u zapadnoazijskom prvenstvu, a u timu je 2013. osvojio još tri.